# Мішиана (Мічиган)
Мішиана (англ. Michiana) — селище (англ. village) в США, в окрузі Беррієн штату Мічиган. Населення — 200 осіб (2020).

## Географія
Мішиана розташована за координатами 41°45′49″ пн. ш. 86°48′40″ зх. д. / 41.76361° пн. ш. 86.81111° зх. д. (41.763726, -86.811087).  За даними Бюро перепису населення США в 2010 році селище мало площу 0,95 км², уся площа — суходіл.

## Демографія
Згідно з переписом 2010 року, у селищі мешкали 182 особи в 105 домогосподарствах у складі 58 родин. Густота населення становила 192 особи/км².  Було 373 помешкання (393/км²).
Расовий склад населення:
| - 98,4 % — білих - 1,1 % — чорних або афроамериканців - 0,5 % — азіатів |

До двох чи більше рас належало 0,0 %. Частка іспаномовних становила 2,7 % від усіх жителів.
За віковим діапазоном населення розподілялося таким чином: 4,9 % — особи молодші 18 років, 52,8 % — особи у віці 18—64 років, 42,3 % — особи у віці 65 років та старші. Медіана віку мешканця становила 63,0 року. На 100 осіб жіночої статі у селищі припадало 97,8 чоловіків;  на 100 жінок у віці від 18 років та старших — 101,2 чоловіків також старших 18 років.
Середній дохід на одне домашнє господарство  становив 114 313 долари США (медіана — 62 321), а середній дохід на одну сім'ю — 139 590 доларів (медіана — 83 750). За межею бідності перебувало 4,5 % осіб, у тому числі 0,0 % дітей у віці до 18 років та 6,6 % осіб у віці 65 років та старших.
Цивільне працевлаштоване населення становило 75 осіб. Основні галузі зайнятості: науковці, спеціалісти, менеджери — 34,7 %, виробництво — 16,0 %, освіта, охорона здоров'я та соціальна допомога — 16,0 %.